# Benjamin Schmedes
Benjamin Schmedes (født 28. februar 1985) er en tidligere tysk fodboldspiller og nuværende sportsdirektør for den danske fodboldklub Brøndby IF.